# Restauración Nacional Polaca
Narodowe Odrodzenie Polski (NOP) (en español: Restauración Nacional Polaca) es una organización política polaca de extrema derecha. Inició sus actividades en 1981 como un grupo juvenil ilegal anticomunista. Se registró como partido en el año 1992.
Su ideología es el nacionalismo, tercerposicionismo, corporativismo y el nacionalismo revolucionario. El grupo publicó las revistas "Jestem Polakiem" ("Soy Polaco"), "Juventud Nacional" ("Mlodziez Narodowa"),"Espada Dentada" ("Szczerbiec") y "17 - Cywilizacja Czasow Proby".